# 尖頭金翅雀鯛
尖頭金翅雀鯛（學名：Chrysiptera oxycephala），又稱尖頭刻齒雀鯛，是輻鰭魚綱鱸形目雀鯛科金翅雀鯛屬的其中一種，分布於中西太平洋婆羅洲、菲律賓、新幾內亞、帛琉等海域，深度1至20公尺，本魚體呈橢圓形而側扁，體為淡黃色，頭部淡褐色，腹部銀白色，身體散布亮藍色細點，背鰭硬棘13枚、背鰭軟條11-12枚、臀鰭硬棘2枚、臀鰭軟條12-13，體長可達9公分，棲息在有遮蔽的潟湖和珊瑚礁，通常單獨或成對活動，以浮游生物為食，繁殖期成對出現，雄魚會守護魚卵至孵化，生活習性不明，可做為觀賞魚。